# ハナアナナス
ハナアナナス（学名：Wallisia cyanea  Linden ex K.Koch）は、ハナアナナス属の植物の1つ。紫の目立つ花をつける。この属のものは葉の表面に毛が多くて空中の湿気を吸収する、いわゆるエアープランツが多いが、本種は比較的普通の植物っぽく、鉢植えで栽培される。以前はティランジア属（Tillandsia）であったが、現在はワリシア属（Wallisia）に分類されている。

## 特徴
多年生の草本で、茎はごく短く、葉を根出状に出す。葉は20-30出る。長さ35cm以下で幅は10-15mm、線形から細い三角形で先端は細く尖り、小さな鱗片があり、基部には紫褐色の縦筋が出る。葉鞘は楕円形で長さ6cm。葉は弓状に反り返り、濃灰緑色。
花茎は葉の間から出て、直立する茅や斜めに伸びる。茎の部分は葉の間に隠れ、花茎の方は深く瓦のように重なり合い、下部のものは葉状、上部のものは長楕円形で先端が尖る。その先に穂状花序を一つだけ着ける。花序は40以上の花を羽状につけたもので、長楕円形で先端は丸くなっているか広く尖り、長さは16cmまで、幅は約7cm。花を包む苞は楕円形で先端が尖り、竜骨状で革質、淡紅色から赤に淡緑色の鱗片がある。萼片は互いに離れ、楕円形で先端はやや尖り、長さ35mm。花弁は濃い菫色、菱形に近い円形で長さ20-25mm、大きく開く。雄蘂は花の内部に隠れ、雌蘂は突き出す。

## 分布と生育環境
エクアドル原産。基本変種はエクアドル南部の標高1700m付近に分布し、より低い地域に生育する変種と、コロンビアにまで分布のある変種がある。着生植物であり、湿った多雨林で高木の上の方に着生する。

## 下位分類
以下の2変種が知られる。
- W. cyanea
  - var. tricolor：エクアドル南部標高1000mに分布、花弁の基部に白い斑紋が入る。
  - var. elatior：コロンビアからエクアドル南部標高2000mに分布。花茎が長く伸び、花序の幅が8cmにもなる。

## 利用
園芸用に栽培される。本属には姿形が変わったもの、それに葉の表面の毛が多く、霧などを吸収する性質が強いものが多々あり、それらはエアープランツと称し、特別な形で栽培されるが、本属はその点では比較的普通であり、植木鉢に水苔などを用いて植栽される。

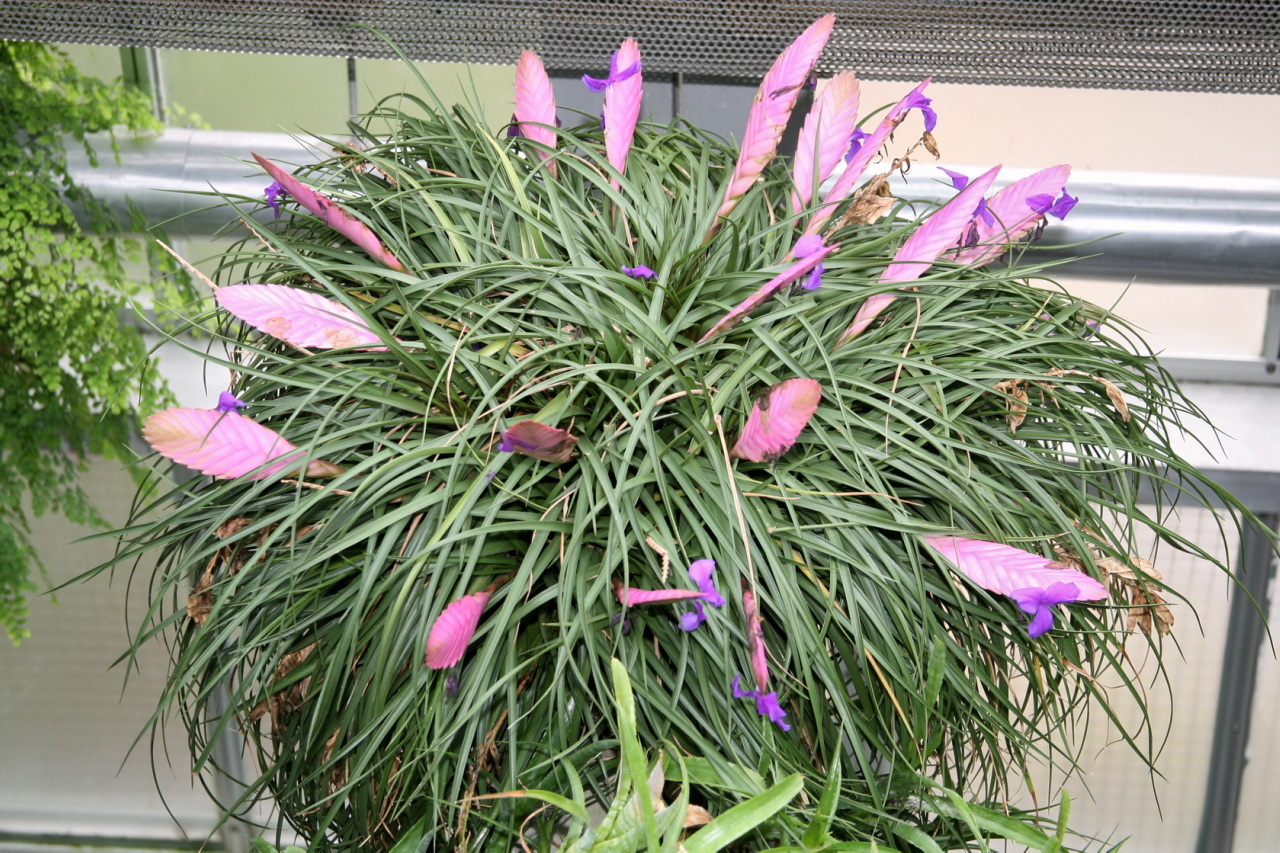
鉢植えの大株
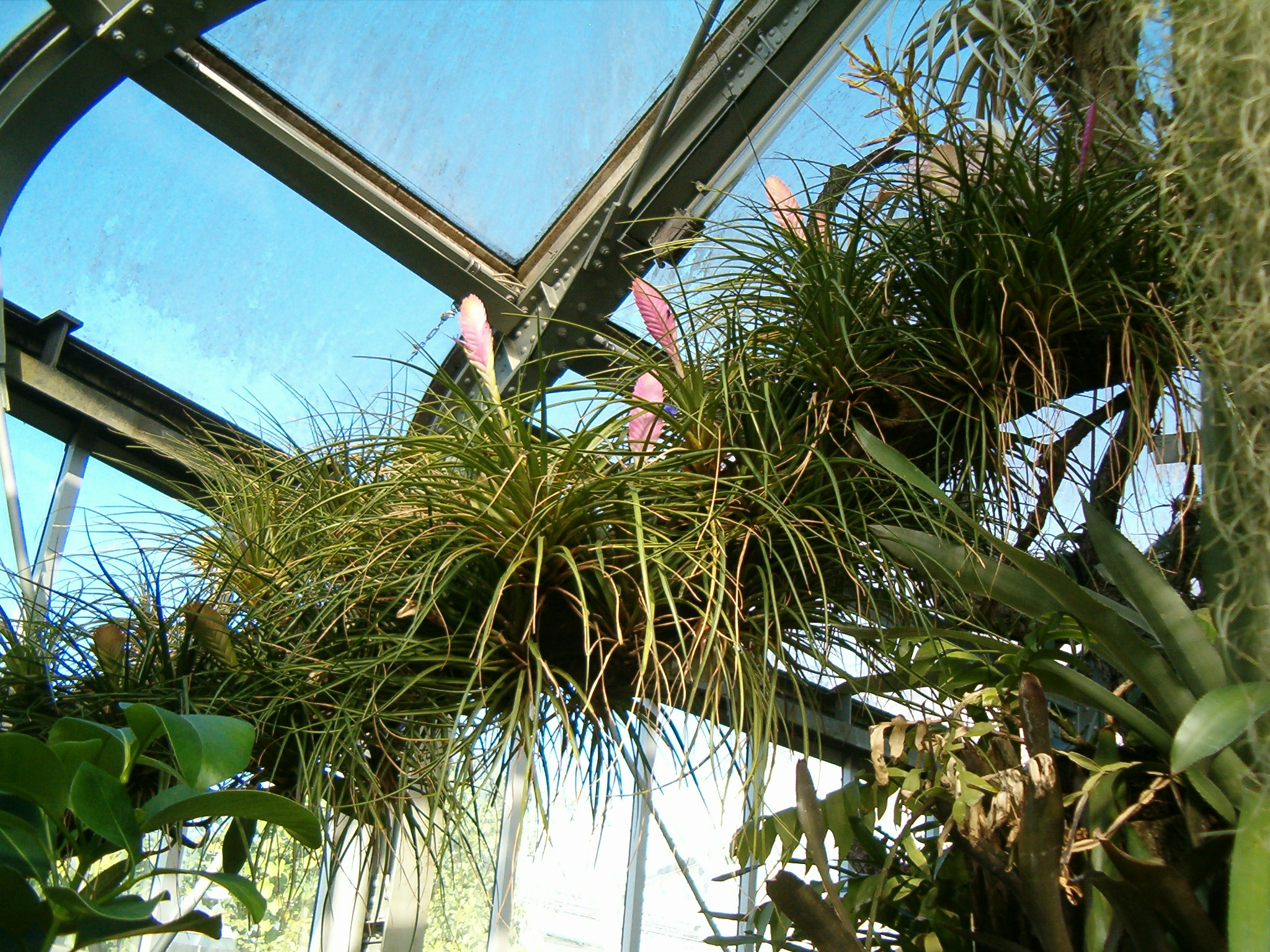
着生状態での栽培